# Bipolaris oryzae
Espèce
Bipolaris oryzae est une espèce de champignons ascomycètes de la famille des Pleosporaceae, originaire du Sud-Est asiatique et responsable de l'helminthosporiose du riz.
Cette maladie fongique est l'une des plus communes et des plus graves maladies du riz. Elle peut réduire les rendements et la qualité des grains. Les pertes de rendement sont estimées en moyenne à 5 % dans les plaines du sud de l'Asie, mais peuvent atteindre 45 % en cas d'infection grave.  Cette maladie est à l'origine de la famine du Bengale de 1943.

## Synonymes
Selon Catalogue of Life (24 juillet 2014) :
- Cochliobolus miyabeanus (S. Ito & Kurib.) Drechsler ex Dastur 1942,
- Drechslera oryzae (Breda de Haan) Subram. & B.L. Jain 1966,
- Helminthosporium macrocarpum Grev. 1824,
- Helminthosporium oryzae Breda de Haan 1900,
- Luttrellia oryzae (Breda de Haan) Gornostai 1978,
- Ophiobolus miyabeanus S. Ito & Kurib. 1927,
- Spondylocladium macrocarpum (Grev.) G. Arnaud 1954.

## Dissémination
Cet agent phytopathogène est inscrit sur la liste établie par le groupe Australie.